# 栗友会
栗友会（りつゆうかい）は、合唱指揮者の栗山文昭が音楽監督を務める、複数のアマチュア合唱団の総称。2016年3月現在、5つの混声合唱団、6つの女声合唱団、2つの男声合唱団より構成される。

## 概要
オーケストラなどとの共演にあたって「栗友会合唱団」の名義をとることがあるが、これは複数団体の総称であり、「栗友会」に在籍するには各団体のいずれかのメンバーであることが必須である。各団体とも、単独の活動に力を注いでいるため、「栗友会」のみに在籍することはできない。1994年まで全日本合唱コンクールに複数団体が出場しており、1993年には出場した7団体全てが全国大会で金賞を受賞した。その後、栗山の手術および療養をきっかけにしてコンクールから撤退している。
構成合唱団としては、合唱団響（混声）、コーロ・カロス（混声）など東京都近郊で活動する合唱団のほか、栃木県宇都宮市、長野県松本市などで活動する合唱団もある。プロのオーケストラとの共演、テレビ出演、レコーディング、演奏旅行などの活動が多い。栗友会が独自に企画する演奏会への出演もある。また、Tokyo Cantatや Coro Festaなど合唱のイベントに出演者、スタッフとして携わるメンバーも多い。指揮者や作曲家、ピアニストなど音楽を生業にしているメンバーも存在するが、多くは会社員、公務員、学生、主婦などで構成されている。

## 所属団体

### 混声合唱団
- 合唱団響（東京都）
- コーロ・カロス（東京都）
- 宇都宮室内合唱団ジンガメル（栃木県宇都宮市）
- Youth Choir Aldebaran（東京都）

### 女声合唱団
- 女声合唱団 青い鳥（東京都）
- 女声合唱団 九月の風（東京都）
- 女声合唱団 彩（東京都）
- 合唱団 るふらん（東京都）
- 松本女声アンサンブルAZ（長野県松本市）
- うつのみやレディーシンガーズ晶（栃木県宇都宮市）

### 男声合唱団
- Tokyo male choir KuuKai（東京都）
- 宇都宮おとこコーラス粋狂座（栃木県宇都宮市）